# Palata Chismae-Štukanović
Palata Chismae-Štukanović je palata peraškog bratstva (kazade) Čizmai (Chismae, Cismai) i porodici Štukanović (afilirana kazadi Perojević).
Nalazi se u zapadnom dijelu Perasta, u Penčićima, uz obalu. Preko puta, prema obali i zapadu je mala palata Zmajević, uzbrdo su kapela sv. Križa, palata Zmajević i crkva Gospe od Ružarija. Prema obali u pravcu istoka je palata Smekja. Prema istoku su i crkva Sv. Nikole i Sv. Marka.
Građena je 1621. kao rezultat uzastopnog građenja i prilagođavanja starijih građevina baroknoj organizaciji tog dijela Perasta. Građena je u dvije faze te u nekoliko manjih međufaza koje su rezultirale pregradnjama. Nalazi se uz liniju Starog puta. Slična je palati Šestokrilović i sadrži: prizemlje, dva sprata, krov na četiri vode, balkon je na glavnoj fasadi na drugom spratu po sredini. Bistijerna je u razini prvog sprata stražnjeg dijela zgrade. Stropne grede na prvom spratu su profila „na baštun” i oslikane su. Na zid se oslanjaju preko bankine na konzolama. Na drugom spratu su puškarnice. Ispupčene fuge od crvenkastog maltera se nalaze na bočnoj fasadi.
Palata danas ima stambenu namjenu.